# Maisons Satie
Pour les articles homonymes, voir Satie (homonymie).
Les Maisons Satie sont les maisons natales de l'artiste et compositeur de musique classique Erik Satie (1866-1925) à Honfleur dans le Calvados en Normandie. L'ensemble, aujourd'hui musée, est composé de trois maisons de style maison à colombages rouge normand du XVe siècle, labellisé Maisons des Illustres,, dont les façades et les toitures sont inscrites aux monuments historiques depuis le 26 octobre 1992.

## Histoire

### Maisons natales de Satie
L'artiste avant-gardiste et compositeur de musique classique Erik Satie naît dans cette maison le 17 mai 1866, au voisinage des centres historiques et vieux bassin d'Honfleur, et passe sa jeunesse entre Honfleur et Paris. 

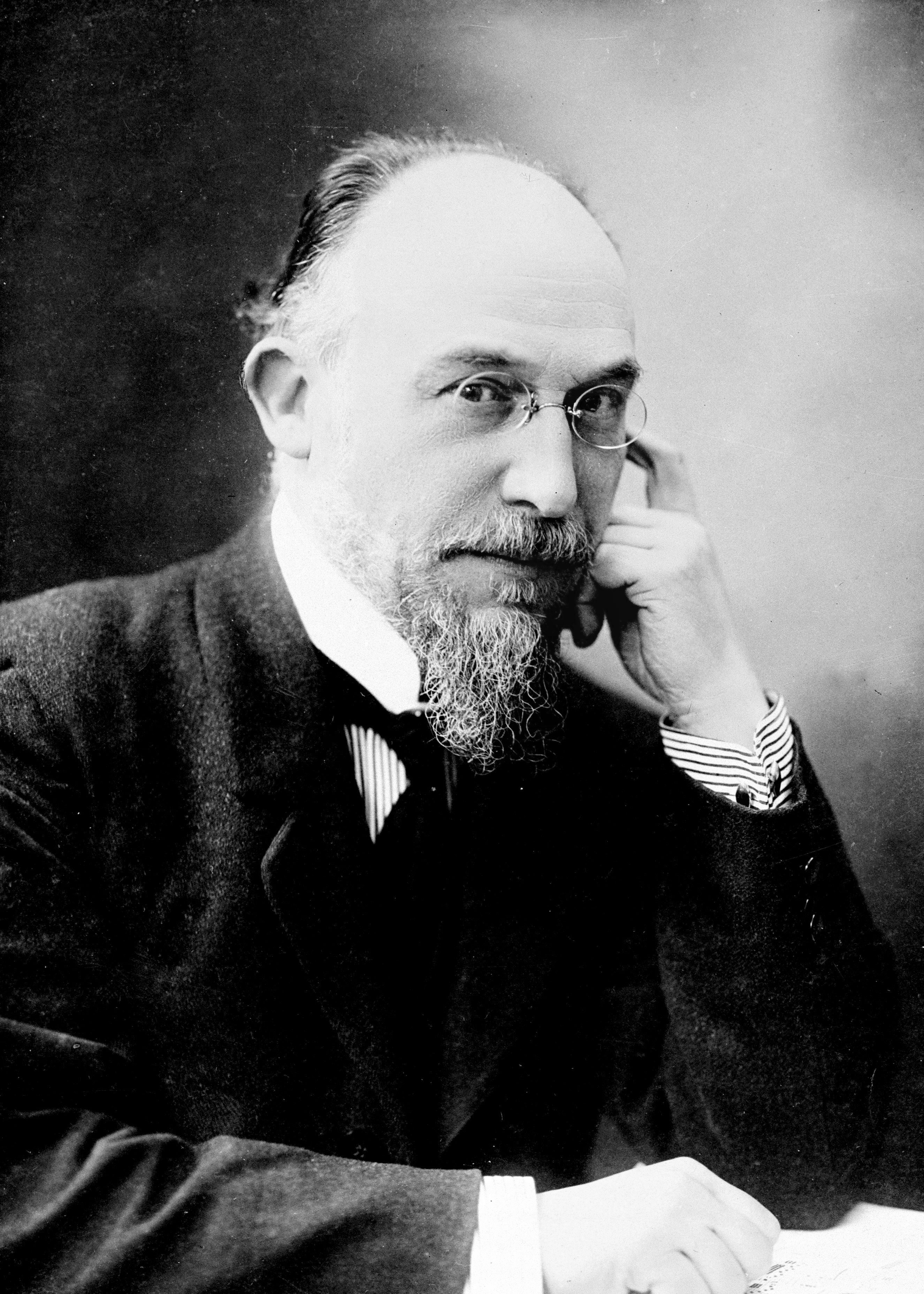
Erik Satie en 1920.
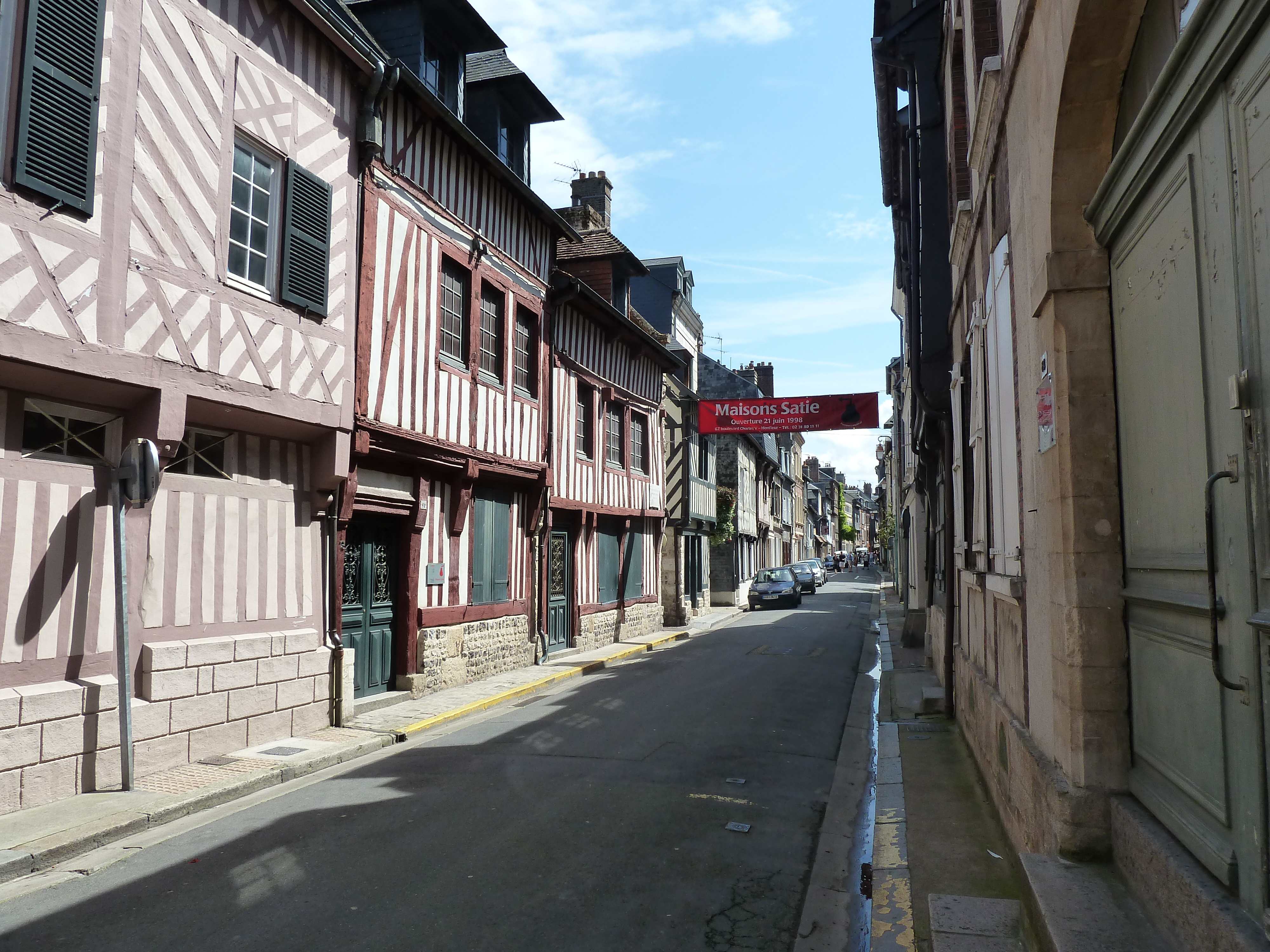
Rue Haute.
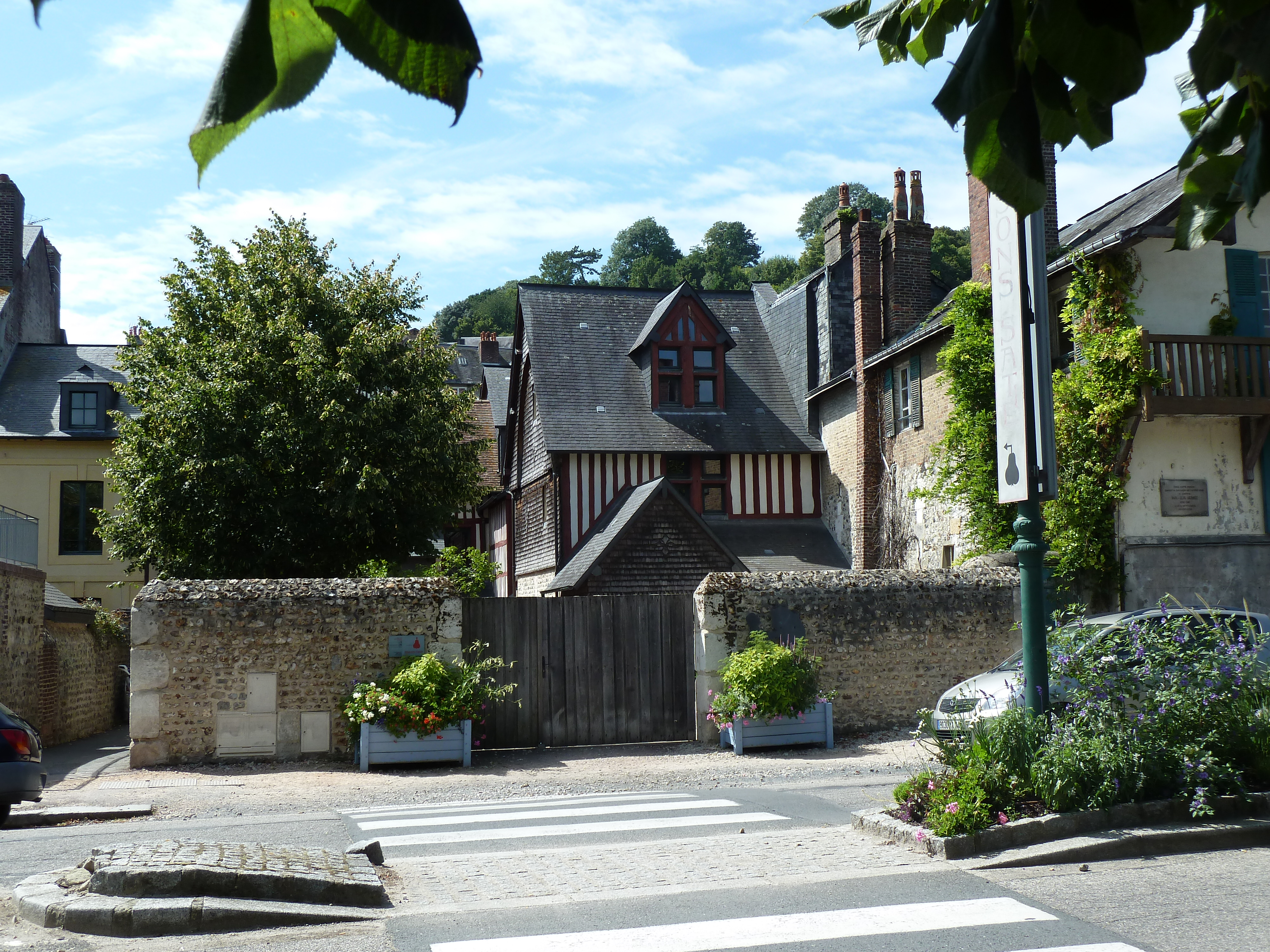
Boulevard Charles-V.
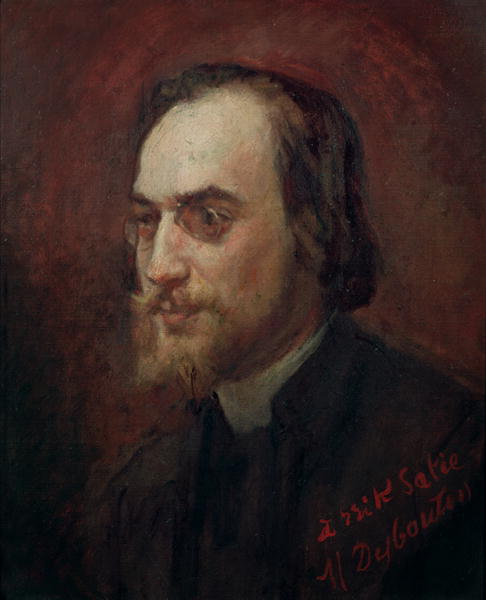
Portrait de Satie du musée.

Après la disparition de sa mère, son père se remarie avec une professeur de piano qui enseigne à Satie les bases de l’instrument, et l’emmène vivre à Paris, où il suit des cours de musique au Conservatoire de Paris. Il s’installe à Montmartre, ou il côtoie entre autres le célèbre cabaret Le Chat noir, dont il accompagne les spectacles et dirige l’orchestre, et côtoie entre autres Stéphane Mallarmé, Paul Verlaine, Maurice Ravel, Claude Debussy, Igor Stravinsky, Jean Cocteau, Pablo Picasso...

### Musée Satie
Inauguré pour la fête de la musique du 21 juin 1998, l'ensemble des trois maisons est transformé en musée Satie grâce aux dons et financement de mécènes. La direction du musée indique à l'entrée « Ceci n’est pas un musée, ceci dit amusez-vous… ». 
Cet espace expose un parcours scénographique artistique et musical de son, lumière, image, et d'objets hétéroclites, pour rendre hommage à la vie, au génie artistique, et à l'univers imaginaire, créatif, fantaisiste, fantasque, singulier, excentrique, dadaïste, surréaliste, absurde, poétique, humoristique, avant-gardiste..., d'Erik Satie, avec entre autres de nombreux meubles, objets, dessins, peintures, œuvres littéraires (dont des extraits de ses Mémoires d’un amnésique), ses collections de parapluies et faux-cols fétiches, costumes, journaux, citations, dessins, collages, poire mécanique (qui déploie ses ailes pour s’envoler, puis redescend vers le sol sur fond musical de l’un des célèbres « Trois morceaux en forme de poire »), chapelle, bar, partitions annotées, sculptures, piano à queue mécanique (qui joue tout seul ses célèbres Gymnopédies ou Gnossiennes), métronome qui chante « Satie est mort, vive Satie », bruits de sirènes, roues de loterie, machines à écrire, lettres, Jonas (grand singe mécanique), phonoscope, carrousel du laboratoire des émotions, films..., ainsi que des œuvres d'artistes avec qui il a collaboré, dont Pablo Picasso, Francis Picabia, Georges Braque, Jean Cocteau, René Clair, André Derain, Erté...

## Autre musée Satie
- Ancien Musée-Placard d'Erik Satie, du 6 rue Cortot dans le 18e arrondissement de Paris.